# Ku (kana)
|  | «Ku» redirigeix aquí. Vegeu altres significats a «Emperador Ku». |

En l'escriptura japonesa, els caràctersく (hiragana) i ク (katakana) són dues mores que ocupen el vuitè lloc en el sistema modern d'ordenació alfabètica gojūon (五十音), entre き i け; i el 28è en el poema iroha, entre お i や. En la taula a la dreta, que segueix l'ordre gojūon (per columnes, i de dreta a esquerra), es troba en la segona columna (か行, "columna KA") i la tercera fila (う段, "fila U"). Una mora és la unitat superior al segment i inferior a la síl·laba.
Tant く com ク provenen del kanji 久.
Poden dur l'accent dakuten: ぐ, グ.

## Romanització
Segons els sistemes de romanització Hepburn modificat, Kunrei-shiki i Nihon-shiki:
- く, ク es romanitzen com a "ku".
- ぐ, グ es romanitzen com a "gu".

## Escriptura
|  | El caràcter く s'escriu amb un sol traç amb una forma que recorda a una C angulosa, i que comença com a una diagonal cap avall a l'esquerra, forma angle i segueix cap avall a la dreta. |
|  | El caràcter ク s'escriu amb dos traços: 1. Traç diagonal cap avall a l'esquerra. 2. Traç que comença horitzontal cap a la dreta, forma un pic i baixa fent una corba cap a l'esquerra.   |

## Altres representacions
- Sistema Braille:[5]

| ●● －－ －● |

- Alfabet fonètic: 「クラブのク」 («la ku de kurabu», on kurabu, de l'anglès crab, significa cranc)
- Codi Morse: ・・・－